# Mikoyan MiG-29K
El Mikoyan MiG-29K (en ruso: МиГ-29K; designación OTAN: Fulcrum-D) es un caza polivalente embarcado todo tiempo desarrollado en Rusia a finales de los años 1980 por la oficina de diseño Mikoyan a partir del modelo MiG-29M.

## Historia

### Inicios
En la doctrina naval soviética el portaaviones tenía la misión principal de defensa aérea, enfrentándose su ala aérea a los medios aéreos de la OTAN para proteger a los buques de superficie y submarinos. La construcción de los portaaviones soviéticos fue aprobada para así proteger el despliegue en el océano Ártico de los submarinos nucleares lanzamisiles (SSBN). El arma para ataque lejano eran los misiles superficie- superficie transportados por el propio portaaviones y su grupo de escoltas.
La Unión Soviética consideró desde bien pronto la posibilidad de construir una versión naval del nuevo caza de peso medio MiG-29, con el nombre de MiG-29K (designación de la OTAN: "Fulcrum D"), para uso en su nueva flota de portaaviones que se planeaba construir en el futuro inmediato, para poder enfrentar a los nuevos portaaviones de la US Navy y la OTAN, como un nuevo avión naval que pueda operar como caza escolta de peso medio, del caza naval pesado de largo alcance Su-33 de "Triple Ala en tándem", derivado del afamado caza de superioridad aérea Su-27 de base en tierra, que ya estaba operando con éxito desde el portaaviones Almirante Kuznetsov en el Mar del Norte. 
En 1978 el ala aérea embarcada planeada por Proyecto 1143.5 quedaba compuesta por 18 Su-27K, 28 MiG-29K y 14 helicópteros Ka-52 de diversas variantes. La misión de los MiG-29K era puramente la defensa aérea de la flota, como complemento de los Su-27K. No estaba previsto que realizaran misiones aire-superficie. Sin embargo con el tiempo pasó a ser un avión multirol embarcado para los portaviones del Proyecto 1143.5. El MiG-29K debía defender a la flota de un ataque aéreo en la zona cercana y destruir las naves enemigas de superficie con misiles antibuque y realizar misiones de ataque a tierra.
Las primeras pruebas con un MiG-29 terrestre de preserie modificado con un gancho de apontaje comenzaron en Crimea en agosto de 1982. Allí se contaba con una pista dotada de cables de apontaje y una rampa Ski-Jump para entrenamiento en operaciones embarcadas. Las pruebas demostraron la viabilidad del MiG-29 naval pero se decidió que era necesario un amplio rediseño: ala con una mayor superficie alar, dispositivos de sustentación para aproximación a bajas velocidades y motores con mayor empuje. Además se decidió basar el nuevo avión en el MIG-29M, dotado de un nuevo radar multimodo y con estructura rediseñada y de menor peso.

### Nacimiento del MiG-29 naval
Los trabajos de diseño del MiG-29K comenzaron en 1984. Los nuevos requerimientos de la Aviación Naval de la Armada Soviética pedían que realizará misiones de defensa aérea a la flota, tanto de día como de noche. Además de defensa también debía interceptar de aviones antisubmarinos, de transporte y AWACS. Por último debía llevar a cabo misiones antibuque, apoyo aéreo a desembarcos anfibios, sembrar minas y escoltar aeronaves con base en tierra.
Para los ensayos embarcados se construyeron dos prototipos de MiG-29K. El primero no utilizaba ninguna de las soluciones desarrolladas para el MiG-29K pero fue volado por primera vez en junio de 1988 y usado en pruebas en Crimea junto al MiG-29KVP probado en 1982. El primer apontaje soviético en un portaviones lo realizó Viktor Pugachev el 1 de noviembre de 1989 con un prototipos del Su-27K, seguido 19 minutos después un prototipo del MiG-29K. El primer despegue lo realizó el MiG-29K, ese mismo día.

### Muerte del MiG-29K
Por falta de presupuesto para terminar el nuevo portaaviones Varyag, el segundo portaaviones de la clase Almirante Kuznetsov y la suspensión, de los planes de construcción de los nuevos proyectos, diseño y desarrollo, para tener una flota de portaaviones operativa, el proyecto de un caza naval derivado del MiG-29 fue abandonado.
El MiG-29K no llegó a completar sus ensayos de aceptación, a diferencia del Su-27K que si lo logró ya que los comenzó antes y tenía tres prototipos en vuelo. Además como solo iba a contarse con un portaaviones se canceló el avión AWACS embarcado  Yak-44 y se le reemplazó por una versión AEW del Ka-29, mucho más limitado. Para Rusia desarrollar dos cazas en paralelo para ser producidos en series cortas no encajaba con los menguantes presupuestos de la época y la lógica dictó elegir entre el MiG-29K y el Su-27K. El ganador fue el Su-27K, del que solo se fabricaron 24 de los 72 previstos. La lógica para algunos dictaba que la elección hubiera sido el MiG-29K por su mayor capacidad polivalente. Ni el MiG-29M ni el MiG-29K entraron en servicio. La versión biplaza de entrenamiento MiG-29KU solo llegó a la fase de ensayos en túnel.

### Renacimiento
La experiencia operacional con el Su-33 en su primer crucero operacional en el Mediterráneo hicieron que la armada rusa pensara en revivir el MiG-29K. Los dos prototipos del MiG-29K siguieron estando activos en el desarrollo de mejoras al diseño original y fueron esenciales para firmar un contrato inicial de 16 MiG-29K/KUB comprados por la armada india en 2004. La versión hindú es en realidad más cercana a una versión navalizada del MiG-35.
India compró a Rusia el portaaviones Almirante Gorshkov y encargó su conversión como INS Vikramaditya. En noviembre del 2011 el prototipo de MiG-29K n.º 311 fue visto en la cubierta del INS Vikramaditya en el astillero ruso Sevmash. La marina de guerra india salvó al MiG-29K al financiar el desarrollo final del avión.
Finalmente y tras comprar India el avión, Rusia tomó la decisión de comprar también el caza naval embarcado MiG-29K, tomado de la nueva familia de aviones repotenciados Up-grade de peso medio MiG-35, generación 4.5 que puede ser repotenciado a un avión caza de "quinta generación", dentro del plan de modernización de las Fuerzas Armadas, anunciado, por el entonces presidente y ahora primer ministro; Dmitri Medvédev. Actualmente la Armada Rusa ha firmado un contrato por 20 MiG-29K y 4 MiG-29KUB biplazas. Los ejemplares deben servir en el regimiento embarcado 279.º, con base en el Portaviones Almirante Kuznetsov. Básicamente, se ha aprovechado la orden de la India de 45 ejemplares. De esta manera se ahorra por el concepto de economía en escala. La decisión supuso el final del Su-33 como caza embarcado en Rusia. Para el contrato ruso se actualizó mucha de la aviónica al estándar MiG-29SMT (9.18). Los aviones rusos son por ello algo diferentes a los indios, que además montan algunos equipos franceses.

### Armada de India
En 2010 la Armada de la India compró 29 MiG-29K adicionales. El MiG-29K entró en servicio en febrero de 2010. Los aviones se basaron en Goa, en la costa oeste, hasta que llegó el INS  Vikramaditya a finales de 2013. El portaviones llevaba en teoría hasta 24 cazas MiG-29K/KUB embarcados, que también equiparon al INS  Vikrant construido localmente en India. En noviembre de 2012 el MiG-29K completó las pruebas embarcadas.
Los MiG-29K/KUB han formado parte de los despliegues operativos en el Océano Índico y han participado en diversos ejercicios internacionales (Malabar 2017 y Malabar 2020, Varuna 2017 y el Clemenceau 21 con Francia). Debido al aumento de las tensiones con China en julio de 2020 los MiG-29K/KUB fueron trasladados a bases aéreas en el Norte para reforzar esa zona.
Durante los años la reputación del MiG-29K en India se vio afectada por una serie de accidentes y problemas. Dos MiG indios se estrellaron en 2020 y otro en 2019 creando dudas en India acerca de los aviones rusos. Además la armada india se encontró con graves problemas de mantenimiento de la flota de 45 MiG-29K. De hecho no era raro que después de los aterrizajes en portaaviones ciertos componentes del MiG-29K presentaran grietas, se rompieran o dejaran de funcionar. Esto obligaba a enviar los aviones al taller para la reparación o sustitución de piezas que a menudo tenían que venir de Rusia. Dado que eran los únicos cazas embarcados, los problemas descritos y los avances navales chinos hicieron que se acabará la paciencia de India y se decidiera deshacerse del MiG-29K y comenzar a estudiar posibles reemplazos.

### Armada de Rusia
El 279º Regimiento de Aviación de Cazas de la Armada de Rusia contaba con 21 Su-33 cuya vida útil acababa en 2015. Era más caro reabrir la línea de producción del Su-33 que unirse al pedido de MiG-29K de India. Por ello la Armada rusa ordenó la compra de 24 MiG-29K a finales de 2009 para operar desde su único portaviones Almirante Kuznetsov. 
Las entregas comenzaron en 2010. Posteriormente en 2012 se compraron 20 MiG-29KR y 4 MiG-29KUBR en sustitución de los Su-33. En 2015 se anunció que se formaría un segundo regimiento de cazas embarcados para que los MiG-29K fueran utilizados por la nueva unidad y que algunos Su-33 serían reacondicionados.
En octubre de 2016 los MiG-29KR del 100º Regimiento Independiente de Aviación de Combate embarcado se desplegaron a bordo del Almirante Kuznetsov en el Mediterráneo como parte de la campaña rusa en Siria. En noviembre de 2016 un MiG-29KUBR se estrelló operando desde el Almirante Kuznetsov. El ala aérea embarcada para las operaciones en Siria estaba formada por 4 MIG-29KUBR y 4 Su-33. Debido al despliegue demasiado rápido del portaviones y de la falta de experiencia con aeronaves embarcadas la mayoría de los aviones del Kuznetsov fueron enviados a tierra temporalmente. Existen muy pocas pruebas gráficas del empleo de los MIG-29K en Siria, aunque si del Su-33.
En 2021 los MiG-29K y MiG-29KUB fueron transferidos a Crimea, oficialmente para entrenamiento en el complejo en tierra NITKA.

## Diseño
El diseño inicial del MiG-29K tenía mayor superficie alar que las versiones terrestres del avión, además de capacidad para plegar las alas. Estaba dotado de gancho de apontaje, tren de aterrizaje reforzado, capacidad de reabastecimiento en vuelo y motores mejorados Klimov R-33K. Además contaba con un entonces moderno sistema fly-by-wire cuádruple de última generación. 
La aviónica de cabina sustituyó parte de los controles analógicos originales por pantallas multifunción y controles HOTAS. El radar Phazotron NIIR N010 Zhuk era multifunción de pulsos doppler con capacidad de mapeo terrestre y seguimiento del terreno, mejorando las carencias del anterior Phazotron N-019 Slot Back. Es un radar que utiliza tecnología similar al Hughes AN/APG-65 usado por el F/A-18 y el AV-8B+. A diferencia de las anteriores versiones del MiG-29 tiene plena capacidad aire-tierra gracias a su nuevo radar, incrementándose también su capacidad aire-aire.
La nueva versión naval embarcada del caza de peso medio MiG-35 de generación 4.5, es una transición de aviones caza de cuarta generación a "quinta generación", conocido inicialmente como proyecto MiG-29K "Fulcrum D" para la OTAN, con un diseño especial que permita retraer la punta de las alas principales hacia arriba, para tener una mejor configuración en la cubierta de los nuevos portaaviones clase Almirante Kuznetsov que Rusia construiría en los astilleros navales de Severodvinsk y lograr así, más espacio en el hangar bajo la cubierta y mayor capacidad, para transportar aeronaves en los nuevos portaaviones embrionarios que Rusia quiere construir.[cita requerida]
El nuevo caza naval MiG-29K, será un desarrollo unificado con la familia de aviones caza de peso medio MiG-35 de base en tierra, podrá ser actualizado Up-grade en el futuro para ser comparable a un avión de "quinta generación" y se convertirá, en un nuevo caza escolta de peso medio de hasta 28 toneladas, del caza pesado Su-33 embarcado en el portaaviones Almirante Kuznetsov, derivado del caza pesado de largo alcance Su-27 de base en tierra, que también será reemplazado en el futuro, por el nuevo caza naval de "quinta generación" derivado del proyecto experimental Su-37 de pruebas de nuevas tecnologías, que migrarán a otros aviones de supremacía aérea y alta maniobrabilidad, en la versión naval embarcada en portaaviones, que podrá operar como bombardero naval, en misiones similares al nuevo bombardero naval pesado Su-35 BM de base en tierra.[cita requerida]
Tendrá un tren de aterrizaje más alto y reforzado, un gancho entre los motores para detenerse en la cubierta del portaaviones y mayor capacidad, para despegar en pistas cortas; la versión para exportación ofrecida por Rusia a India, Irán, China y Venezuela, es designada como proyecto MiG-29KUB biplaza y tendrá el nuevo Radar Plano AESA Zhuk-ME, con antena puesta en fase para aviones de "quinta generación" especialmente diseñada para combate naval y vuelos a baja altitud, para ataques furtivos con vuelos rasantes sobre el mar, podrá detectar más de 10 blancos enemigos y atacar 4 de ellos de forma simultánea.[cita requerida]

## Desarrollo

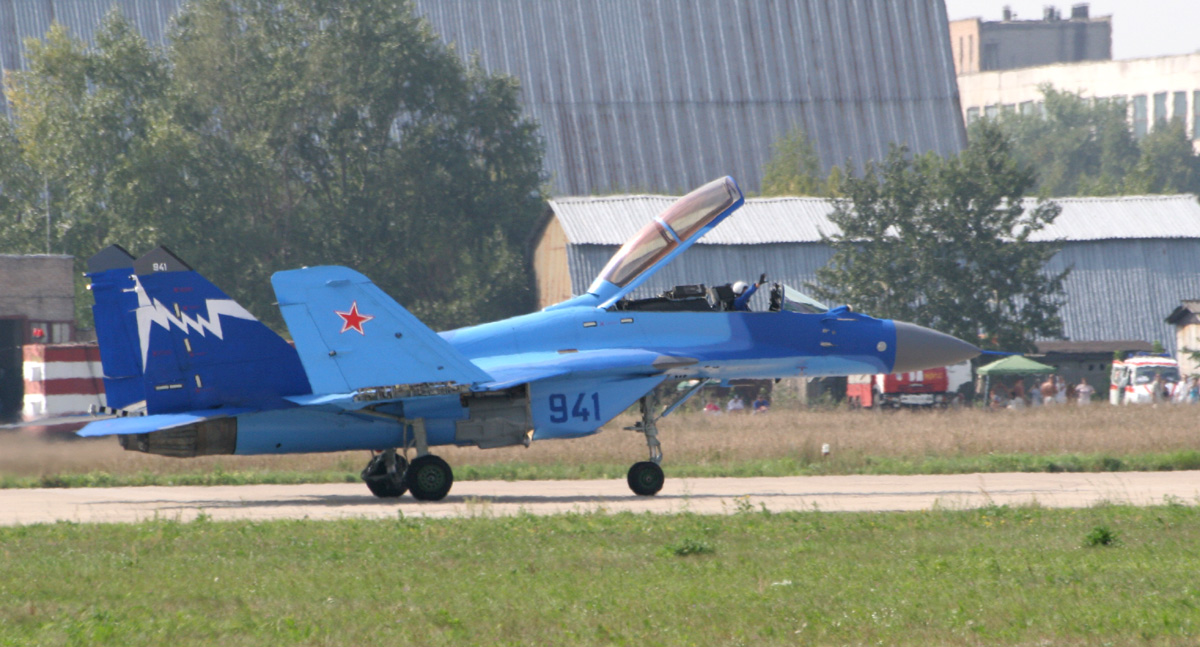
MiG-29KUB en la MAKS de 2007.

El nuevo caza naval de peso medio MiG-29K monoplaza, tendrá el mismo nivel de diseño que la versión biplaza del MiG-35 D, generación 4.5 con la cabina más grande y alargada hacia atrás, para mejorar la visibilidad del piloto, pero no tendrá un segundo asiento detrás para el copiloto, en lugar del segundo asiento llevará más equipo electrónico y combustible, el piloto estará sentado más alto en la cabina de mando, para obtener mejor visibilidad en los vuelos a baja altitud, algo muy necesario para operaciones desde portaaviones y vuelos rasantes sobre el mar, para las misiones de ataque contra otros barcos enemigos, en forma similar a las misiones de ataque del Super Etendard francés en la guerra de las Malvinas.
Por un pedido especial de India, se construyó un variante de entrenamiento de pilotos de combate, de cabina biplaza, con el piloto y copiloto sentados en tándem, uno delante del otro, que podrá operar como un avión guía de ataque, de otros aviones de combate monoplaza, seleccionado como MiG-29K/KUB, que actualmente, está realizando sus primeras pruebas de vuelo con operaciones de "Touch and go" en la pista del portaaviones Almirante Kuznetsov en el Mar del Norte.    
Podrá enfrentar fácilmente a la versión naval del Rafale francés, al F/A-18 Super Hornet, al Harrier naval y también al nuevo proyecto multinacional F-35 "Joint-Srike-Figther" de la US NAVY, en combates "fuera del rango visual del piloto" y combate cerrado Dogfight, para defender al portaaviones y la escuadra naval, por ser un avión "caza puro" de mayor alcance en combate, comparable al afamado caza de superioridad aérea F-15 de la USAF de base en tierra.
Podrá volar como avión escolta, junto a la nueva versión mejorada del caza naval "pesado" Su-33 que por su gran tamaño y peso, es solamente comparable al afamado caza naval "pesado" de largo alcance F-14 Tomcat de la US NAVY, considerado durante muchos años, como el mejor caza naval pesado de largo alcance embarcado en portaaviones. Formará un nuevo tipo de ala de combate naval combinada. 
La función de escolta del nuevo caza naval de peso medio MiG-29K, permitirá que el caza pesado Su-33, pueda operar también como un avión caza Polivalente de diseño Multipropósito, para misiones de defensa y ataque, bombardeo naval, avión de reconocimiento y alerta temprana de batalla, Avión Radar guía de ataque tipo "Hawk-eye" y reabastecedor aéreo de otros aviones embarcados.
Tendrá un nuevo sistema de vuelo Fly by wire de redundancia cuádruple, especialmente diseñado para vuelos a baja altitud y operaciones en portaaviones, palanca de manejo tipo joystick para vuelo HOTAS, nueva mira HUD (Head-Up Display) sobre el panel de control, casco con mira para el piloto y motores más potentes; la estructura central y parte de las alas, estarán construidas hasta en un 20% de materiales compuestos, para un mejor comportamiento de vuelo a baja y media altitud, y poder bajar su peso vacío, con mayor resistencia al ambiente salino del mar y la humedad, en donde los materiales compuestos tienen una mayor ventaja frente a los materiales metálicos tradicionales en un avión naval, que podrá alargar su vida útil y disminuir su costo de mantenimiento; un diseño aerodinámico más estilizado para bajar la marca de radar; un nuevo mecanismo para plegar las alas, más pequeño y liviano, más capacidad de carga de combustible y armas en las alas.

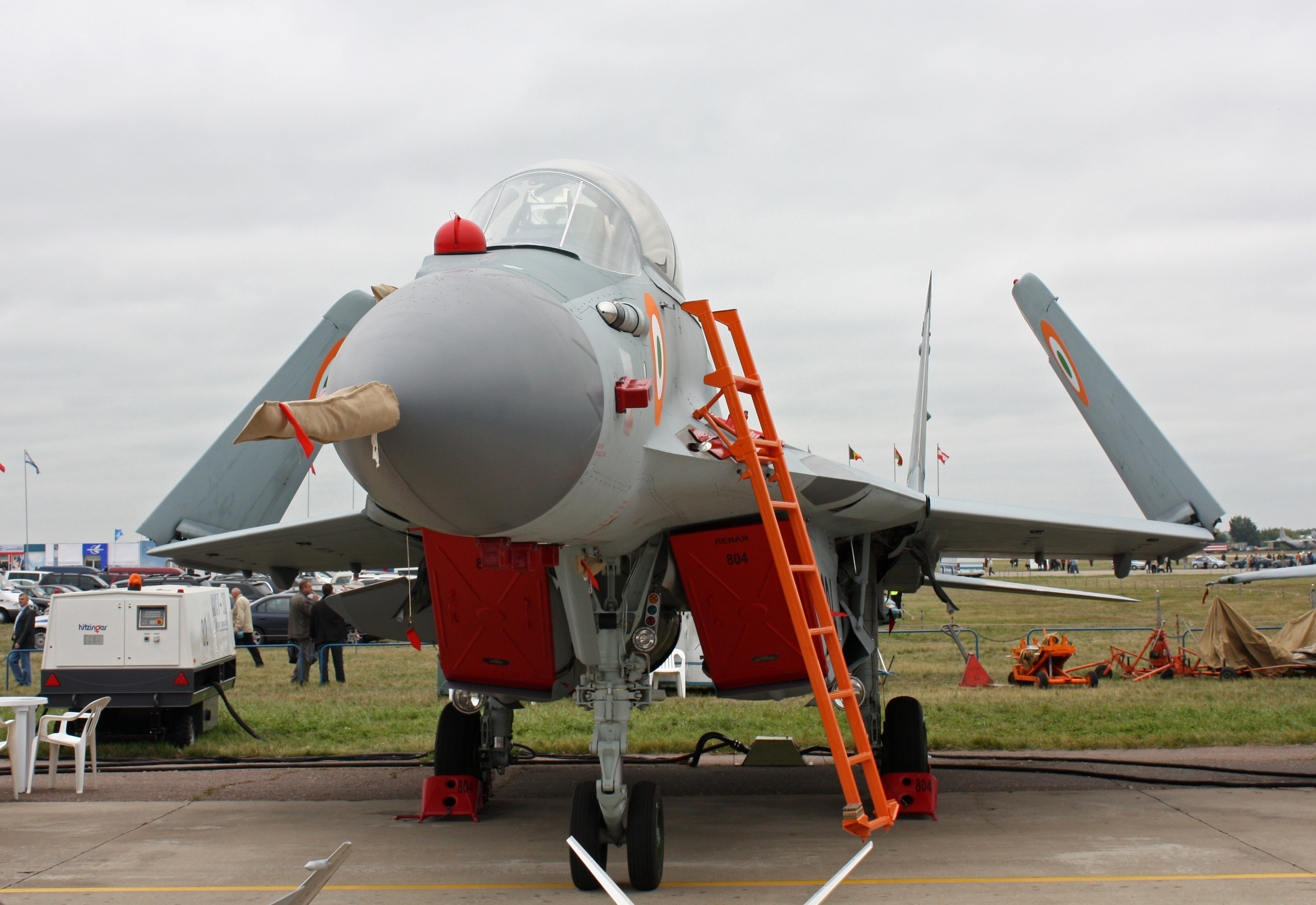
MiG-29K de la Armada India en el MAKS Airshow.

Podrá realizar operaciones de reabastecimiento aéreo de combustible a otros caza navales MiG-29K y Su-33, transportando el nuevo tanque externo, manguera flexible y canasta, modelo PAZ-1MK "Refuelling unit", y una toma de combustible externa, instalada al costado izquierdo del radomo delantero y la cabina de mando, justo sobre el cañón, que se proyecta sobre el cono del radar con un diseño aerodinámico; podrá transportar cuatro misiles bajo cada ala, en nuevos pilones de carga reforzados y dos misiles navales antibuque, en los pilones reforzados en la base de las alas, junto a los motores gemelos, donde también se podrá transportar tanques de combustible externos; tendrá un avanzado "software" integrado de diagnóstico de fallas y alerta de mantenimiento, debido a que los aviones navales necesitan mayor mantenimiento que uno de base en tierra, por el abrasivo ambiente marino, el clima y los bruscos despegues y apontajes (aterrizajes) sobre la cubierta del portaaviones, para poder operar con seguridad, en misiones de combate diurnas y nocturnas, en cualquier tipo de clima.
La planta de poder será de dos nuevos y potentes motores gemelos Klimov RD-33MK, con un incremento en la potencia y toberas, de escape de gases con empuje vectorial, equipado con un sistema de ahorro de combustible para vuelo de crucero a baja altitud y un nuevo sistema de control de gases (tipo FADEC) Full Authority Digital Engine o control electrónico digital de combustible de los motores, para poder despegar desde la cubierta del portaaviones con los quemadores de combustible de postcombustión al máximo y mantener vuelos, a velocidad de crucero y casi supersónicos, sin necesidad de encender el sistema de postcombustión, para aumentar su alcance en combate.
Las nuevas toberas de ingreso de flujo de aire a los motores, son más grandes que la versión de base en tierra del MiG-29 básico de base en tierra y tienen una abertura variable, para aumentar su potencia en el momento del despegue y el salto sobre la rampa "ski-jump" del portaaviones. Los nuevos motores y la estructura central de montaje, tienen un incremento doble en la seguridad y la vida operativa de servicio, del anterior modelo del caza MiG-29 básico, superando ampliamente a otros aviones navales disponibles, incluso al del caza naval pesado Su-33 de "Triple Ala en tándem", que tiene 10 años de servicio en la marina de Rusia y está por culminar su vida operativa a bordo del portaaviones Almirante Kuznetsov.
Las alas principales de la nueva versión mejorada del MiG-29K generación 4.5, se podrán retraer desde un punto más cercano a la base de las alas, para mejorar el balance del peso y su comportamiento de vuelo, al permitir que el peso del mecanismo para retraer las alas, esté lo más cercano posible al fuselaje central, con dos pilones de carga de armas en el mecanismo plegable y dos pilones de carga de armas en el ala fija; algunas partes de las alas tendrán materiales compuestos para disminuir su peso y aumentar, su capacidad de carga de combustible interno y armamento; será el primer avión caza embarcado en portaaviones, totalmente operativo con motores de empuje vectorial.

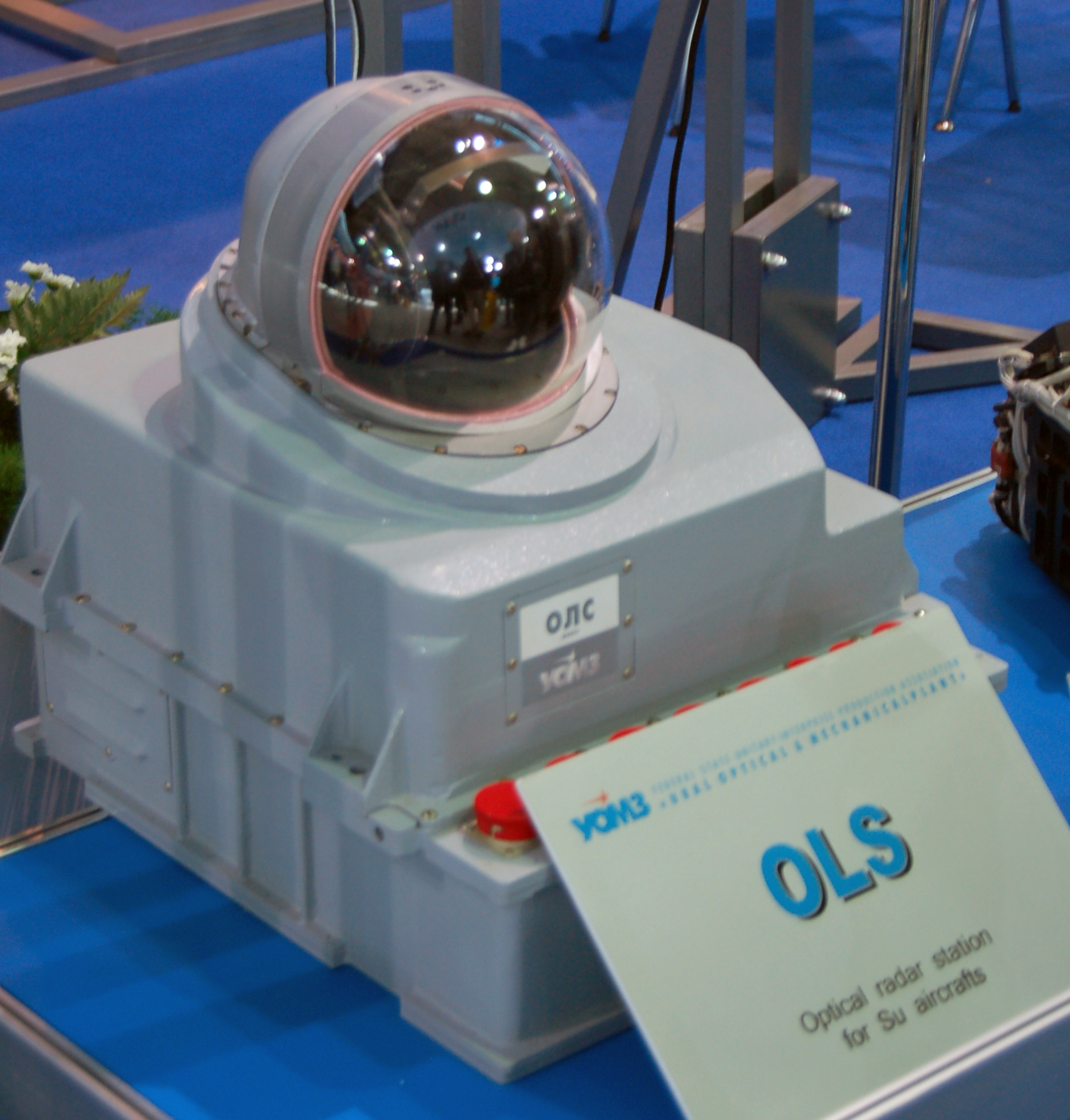
Pod de detección óptica, similar al utilizado por el MiG-29K, en el MAKS-2009.

Tiene un nuevo sistema de avistamiento para combate contra otros aviones caza (IRST), similar al utilizado por el caza de base en tierra MiG-29 y el caza pesado Su-27, es un nuevo sistema de puntería integrado en el casco del piloto, que es un pequeño domo con una cúpula transparente sobre el cono del Radar, es un sistema de búsqueda y seguimiento del objetivo enemigo por infrarrojos IRST, que va montado sobre el cono del Radar, frente al costado derecho del parabrisas de la cabina de mando, funciona en dos bandas de radiación infrarroja y se utiliza, junto con el Radar de la nave, en una misión de combate "Aire-aire" contra otros aviones caza en combate cerrado dogfight, funciona como un sistema de búsqueda y seguimiento por infrarrojos (IRST), proporcionando detección y seguimiento del objetivo pasivo, sin revelar su posición al avión de combate enemigo y funciona junto a la mira óptica de designación de blancos en el casco del piloto.
En una misión de combate "Aire-superficie", realiza identificación y localización de objetivos enemigos, sin utilizar el radar de la nave, manteniendo oculta su posición. También proporciona ayuda de navegación y de aterrizaje, está enlazado con el visor montado en el casco del piloto, con un sensor que gira en forma permanente, mide la distancia del avión enemigo, sin necesidad de alertar al avión enemigo con la señal del Radar de la nave y le informa al piloto, la posición de la nave enemiga, para apuntar las armas empleando la vista.
La mayor diferencia del nuevo diseño con el modelo anterior del caza MiG-29, el MiG-29M y el MiG-35, es que en el asiento del copiloto, se instala un tanque de combustible para aumentar su alcance y equipo electrónico, su producción en serie es de cabina monoplaza, pero también se ofrece un modelo biplaza para las misiones de entrenamiento de pilotos. Estos dos modelos de aviones navales utilizan la misma cubierta de la carlinga del modelo biplaza, en forma de cúpula y proyectada hacia atrás para mejorar la visibilidad del piloto, la única diferencia es que no tiene el asiento del copiloto, el espacio es ocupado por un tanque de combustible adicional y equipo electrónico.

## Futuro

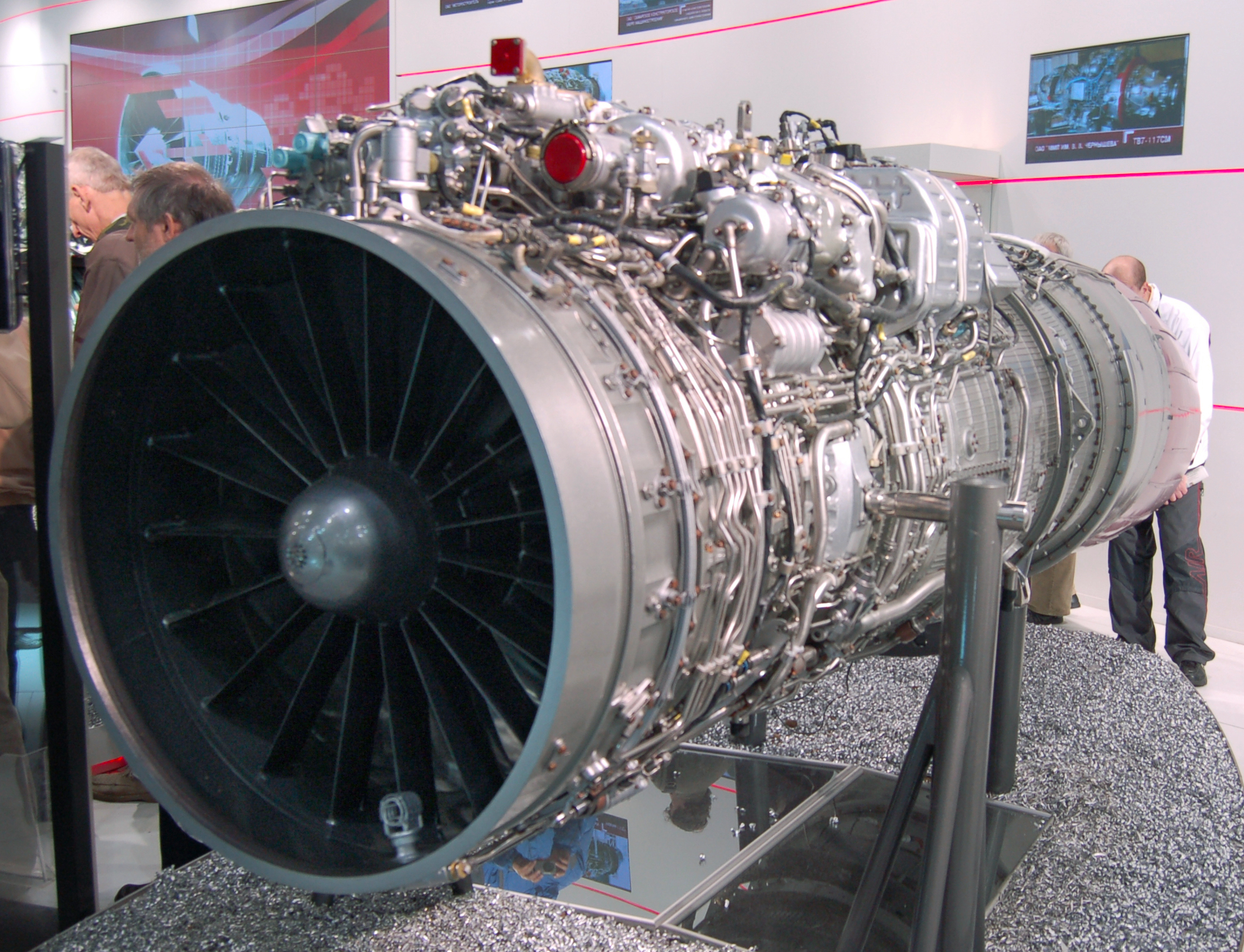
Klimov RD-33MK expuesto en el MAKS 2009.

India confirmó la compra de más de cuarenta unidades de este moderno avión de combate naval, de diseño bimotor, comparable al caza Boeing F/A-18 Super Hornet de Estados Unidos y al caza Dassault Rafale de Francia, para equipar a su Fuerza Aérea Naval, algunos tendrán cabina biplaza para el entrenamiento de pilotos, en el 2011 realizaron operaciones de pruebas de vuelo y aplicación de nueva tecnología, para operaciones navales a baja altitud desde bases aéreas en tierra, en el puerto de Severodvinsk y algunas prácticas con el portaaviones Almirante Kuznetsov.
Se tiene proyectado que operarán a futuro, en el nuevo portaaviones indio INS Vikramaditya , junto al caza ligero Sea Harrier.
Fueron presentados tanto en la feria aérea Aero India, en la 8.ª Exposición Internacional de Aeronáutica, Defensa y Aviación Civil Aero India 2011 (en el mes de febrero en la Estación de la Fuerza Aérea Yelahanka), como en la feria MAKS en Rusia, el 16 de agosto de 2011, como un caza naval embarcado de peso medio, para competir en el mercado internacional directamente contra el caza naval embarcado bimotor Dassault Rafale de Francia y el caza bimotor Boeing F/A-18 Super Hornet de Estados Unidos.
El único portaaviones de Rusia, el Almirante Kuznetsov, se fortalece
con 24 nuevos aviones de combate navales. Los primeros cuatro nuevos aviones serán entregados a la Flota del Norte en el año 2013, mientras que el restante grupo de 20 aviones se entregarán antes del año 2015.
Los aviones MiG-29KUB, biplaza de dos asientos serán entregados en primer lugar, desarrollado para fines de capacitación, entrenamiento, misiones de reabastecimiento aéreo de combustible, patrulla aérea y los de cabina monoplaza MiG-29K, pero con la cúpula de la cabina extendida, que será entregado a la Armada en 2013, para las misiones de combate, las aeronaves restantes entregadas en el año 2015, serán el modelo MiG-29K, de una cabina con plena capacidad para combate contra otros aviones caza y ataque naval, desarrollado para las operaciones de la marina.
Los nuevos aviones de combate bimotor y de peso medio MiG-29K significa una actualización completa de la flota de aviones del Almirante Kuznetsov. En la actualidad, el portaaviones tiene un total de diez cazas navales pesados Su-33 (Flanker-D) operativos, más grandes y pesados, así como dos aviones ligeros Su-25 UTG de formación del Ala de combate y entrenamiento de pilotos de Rusia, algunos MiG-29K han sido operados en su fase de pruebas, antes de la disolución de la Unión Soviética.
El caza naval de peso medio MiG-29K monoplaza y el MiG-29 KUB modelo biplaza, es un nuevo avión de combate bimotor de generación 4.5 o generación 4 + +, desarrollado especialmente para los portaaviones y las operaciones en el mar. En comparación con los modelos anteriores de la familia Mig-29 de base en tierra, el nuevo y mejorado MiG-29K/KUB tiene el doble de capacidad de carga de combustible y armas, más potencia, capacidad de combate y alcance operativo, y un tiempo de vuelo 2,5 veces más barato por hora de vuelo, bajo costo de mantenimiento y operación en portaaviones, para entrenamiento, operaciones militares desde el mar y desde bases en tierra. 
Los nuevos aviones MiG pueden transportar una nueva generación de armas y sistemas de navegación, incluye misiles Aire-aire, "AS" misiles, bombas guiadas aéreas de láser y GPS, cohetes, misiles navales, bombas aéreas y construido con un nuevo cañón automático de calibre 30 mm, y es mucho más maniobrable y potente, que la versión anterior, con motores de empuje vectorial y grandes alas, superficies de control de tamaño aumentado, para lograr un mejor performance de vuelo a baja altitud y mejor control de la nave en las operaciones desde portaaviones, su tren de aterrizaje más alto y reforzado, le permite operar desde pistas de portaaviones y bases aéreas en tierra, pistas de aterrizaje comerciales y de segundo nivel, incluso desde carreteras, como los aviones de combate occidentales SEPECAT Jaguar, el Saab 39 Gripen y el McDonnell Douglas F/A-18 Hornet, operados en Inglaterra, Suecia y Finlandia.
En 2014, el primer avión naval MiG-29K de la India aterrizó en el antiguo portaaviones soviético reacondicionado, marcando la primera operación de este tipo desde que el buque fue entregado por Rusia a la nación del sur de Asia en 2012. El primer aterrizaje de un MiG-29K indio pilotado por un piloto indio en el portaaviones Vikramaditya, antes conocido como el Almirante Groshkov, fue entregado a la marina india, el proceso de la puesta en marcha oficial del buque tomará entre tres y cuatro meses más, para ser totalmente operativo y entrar en maniobras de entrenamiento de los marinos, pilotos y tripulación, un equipo de especialistas rusos llegaron a bordo de la nave y se quedará en la India por un año para corregir los posibles problemas técnicos, que se puedan presentar durante sus primeras maniobras operativas de combate.
La Armada de la India puso en servicio su primer escuadrón de cazas con base en portaaviones MiG-29K en 2013, operaban desde bases en tierra, a la espera del inicio de las prácticas de apontaje (aterrizaje) y despegue desde el portaaviones. El escuadrón  apodado los Panteras Negras, está conformado por 12 aviones MiG-29Ks monoplaza, y 4 aviones MiG-29KUBs biplaza, para misiones de entrenamiento de pilotos, que Rusia suministra bajo un contrato de 2004 con el Ministerio de Defensa indio.
El primer escuadrón de aviones ha sido hasta ahora estacionado en una base aérea en Dabolim, en el estado de Goa, en la costa occidental de la India. En enero de 2010 , Nueva Delhi y Moscú firmaron un acuerdo por valor de US$ 1.2 mil millones para la entrega de una suma adicional de 29 MiG-29Ks monoplaza a la marina india, que podrán operar desde bases en tierra para misiones de apoyo a la escuadra naval, por su gran alcance en combate, podrán recibir reabastecimiento aéreo de combustible en el aire, con aviones cisterna lanzados desde bases en tierra y desde el portaaviones, también podrán aterrizar en el portaaviones durante sus misiones de combate, cargar combustible, armas y ser lanzados nuevamente, desde el portaaviones en su vuelo de regreso hasta la base en tierra.
Se espera que el Vikramaditya pueda transportar hasta 24 aviones de combate MiG-29K y 4 aviones MiG-29KUB. India ha construido con la ayuda de Rusia un centro de entrenamiento para los pilotos navales para practicar las operaciones de portaaviones. La instalación, conocida como Nitka, cuenta con una rampa de despegue y cables de detención en tierra, para que los aviadores navales puedan practicar el despegue y apontaje, de alta precisión en aviones transportados y alta aceleración, durante despegues y aterrizajes en portaaviones.

## Variantes
MiG-29K
Variante monoplaza para exportación.
MiG-29KUB
Variante biplaza de entrenamiento para India.

## Usuarios
India
- Armada India. La Arma Aérea Naval India tiene pedidos 45 aviones MiG-29K/KUB a fecha de marzo de 2010.[5] En febrero de 2010 ya recibió 6 de ellos.[6]

 Rusia
- Armada Rusa. La Aviación Naval Rusa tiene un pedido de 24 unidades a fecha de enero de 2010.

El Regimiento de Aviación de Combate N°100 forma parte de la Aviación Naval de la Armada rusa y está equipado con aviones Su-27K y MiG-29K, entrenadores L-39 y aviones de apoyo aéreo cercano Su-25.

## Especificaciones (MiG-29K)
Referencia datos: Russian Aircraft Corporation MiG data, Gordon y Davidson, Deagel.com

### Características generales
- Tripulación: 1 piloto
- Longitud: 17,3 m
- Envergadura: 11,99 m
- Altura: 4,4 m
- Superficie alar: 43 m²
- Peso vacío: 12.000 kg
- Peso cargado: 18.550 kg
- Peso máximo al despegue: 24.500 kg
- Planta motriz: 2× Turbofán con postcombustión Klimov RD-33MK.
  - Empuje normal: 88,3 kN 19.800 lbf de empuje cada uno.

### Rendimiento
- Velocidad máxima operativa (Vno): 

  - En altura: 2.400 km/h (Mach 2+)
  - A nivel del mar: 1.400 km/h (Mach 1,2)
- Radio de acción: 850 m (2789 ft)
- Alcance en ferry: 2.000 km, 3.000 km con 3 tanques de combustible externos
- Techo de vuelo: 17.500 m
- Régimen de ascenso: 

  - Inicial: 330 m/s
  - De media: 109 m/s (0-6.000 m)
- Carga alar: 442 kg/m²
- Empuje/peso: 0,97

### Armamento
- Cañones: 1× GSh-30-1 de 30 mm, con 100 proyectiles
- Puntos de anclaje: 9 en total (8× pilones subalares y 1× bajo el fuselaje) con una capacidad de 5.500 kg, para cargar una combinación de:  
  - Bombas: 

    - RBK-250
    - RBK-500
    - RBK-750
    - FAB 500-M62
    - FAB-1000 (1.500 kg)
    - KAB-500KR, guiada por TV electro-óptica

  - Misiles: 

    - Misiles aire-aire (8 como máximo)
      - Vympel R-73, corto alcance y guiado por infrarrojos.
      - Vympel R-27, medio alcance y guiado por radar semiactivo.
      - Vympel R-77, medio alcance y guiado por radar activo.

    - Misiles aire-superficie
      - Kh-25ML, guiado por láser semiactivo.
      - Kh-29T, guiado por TV.
      - Kh-35U, largo alcance y guiado por radar activo.

    - Misiles antirradiación
      - Kh-25MP
      - Kh-31P, localizador pasivo

    - Misiles antibuque
      - Kh-31A, medio alcance.
      - Kh-35, largo alcance y guiado por radar activo.

  - Otros: 

    - Contenedor dispensador de señuelos chaff y bengalas o
    - Contenedor de contramedidas electrónicas o
    - Pod de designación de objetivos o
    - Tanques de combustible externos para vuelo en ferry o aumentar el alcance/tiempo de merodeo o
    - Unidad de reabastecimiento UPAZ para reabastecimiento en vuelo.

### Aviónica
- Radar Zhuk-ME
- Sistema de búsqueda y seguimiento por infrarrojos (IRST)
- Receptor de aviso radárico SPO-15 Beryoza

### Desarrollos relacionados
- Mikoyan MiG-29
- Mikoyan MiG-29M
- Mikoyan MiG-35

### Aeronaves similares
- Dassault Rafale M
- Boeing F/A-18 Super Hornet
- Grumman F-14 Tomcat
- Sukhoi Su-33
- Sukhoi Su-30MKI
- Shenyang J-15